# Ga Cẩm Lý
Ga Cẩm Lý là một nhà ga xe lửa xã Cẩm Lý, tỉnh Bắc Ninh. Nhà ga là một điểm của đường sắt Kép - Cái Lân và nối với ga Lan Mẫu với ga Chí Linh.
| Ga trước Lan Mẫu | Đường sắt Việt Nam Đường sắt Kép - Cái Lân | Ga sau Chí Linh |